# Escaryus monticolens
Escaryus monticolens är en mångfotingart som beskrevs av Chamberlin 1947. Escaryus monticolens ingår i släktet Escaryus och familjen småjordkrypare. Inga underarter finns listade i Catalogue of Life.